# École nationale supérieure d'ingénieurs de Bretagne Sud
L'école nationale supérieure d'ingénieurs de Bretagne Sud (ENSIBS) est l'une des 204 écoles d'ingénieurs françaises accréditées par la CTI à délivrer un diplôme d'ingénieur.
Rattachée à l'Université Bretagne Sud, elle dispose de deux campus, à Lorient et à Vannes. Elle recrute des élèves de bac à bac+2 et propose 6 spécialités. L'école est membre de la Conférence des Grandes Ecoles.

## Historique
L'ENSIBS a été créée en 2007 en tant que composante de l'Université Bretagne Sud.
En 2013 s'ouvre une formation en cyberdéfense. Cette formation par alternance, unique en France, est basée sur le campus de Vannes.
À la rentrée 2019, la formation Génie Industriel 4.0 est ouverte à l'apprentissage.
En septembre 2021, l'école ouvre une nouvelle spécialité, Génie Civil 4.0, en apprentissage. Elle propose également la spécialité Cybersécurité du logiciel à l'apprentissage avec le parcours CyberData, davantage orienté sciences de données[réf. nécessaire].
Depuis Septembre 2023, une formation Génie Énergétique et Génie Électrique Parcours Hydrogène est également proposée.
Lors de la rentrée de septembre 2023, le nombre d'étudiants répartis sur les cinq années (PEI et les 6 spécialités) atteint 868 élèves-ingénieurs.

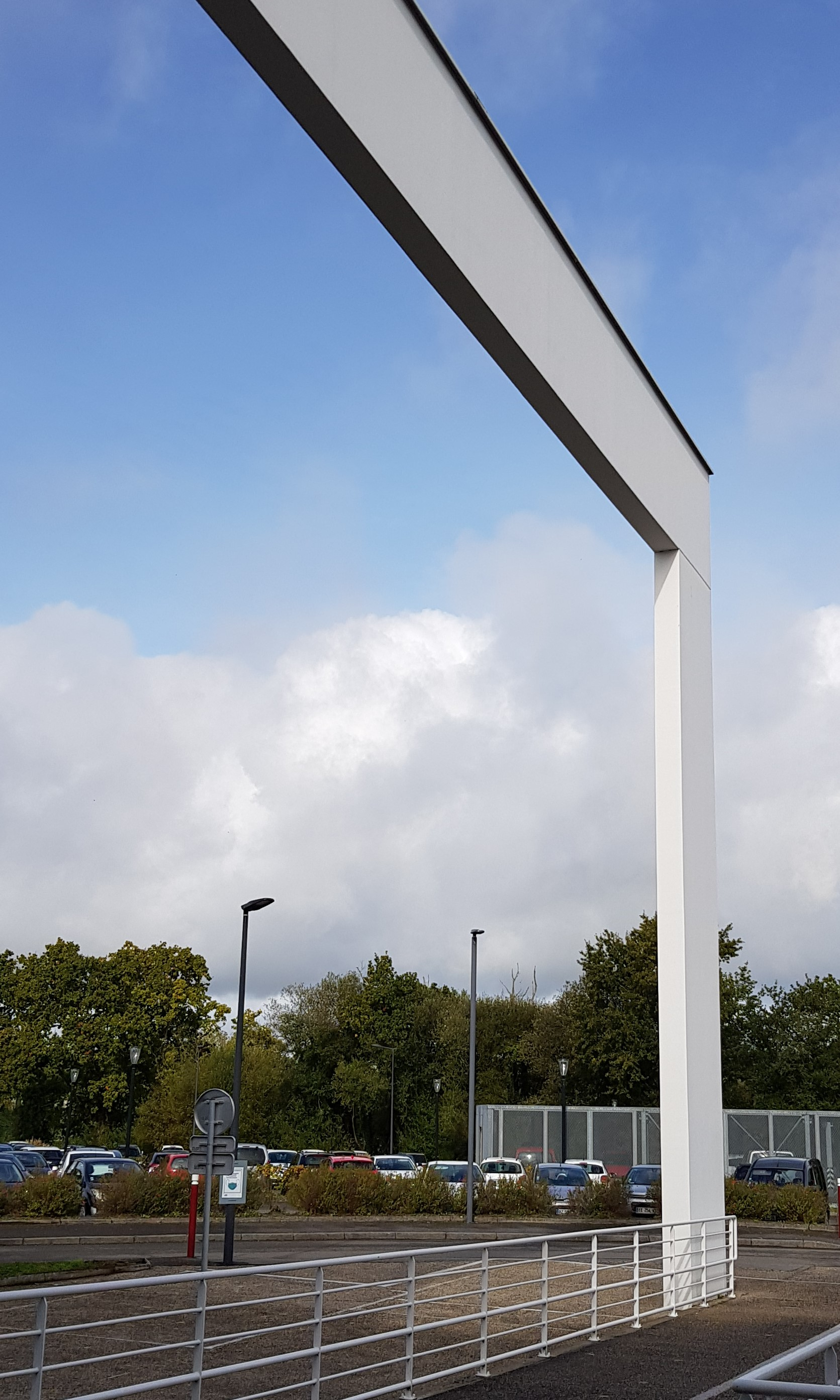
Arche de l'ENSIBS.

## Enseignement
Les admissions à l'ENSIBS se font post-bac, via son cycle pré-ingénieur de deux ans, ou après un bac+2.

### Parcours Ecole d'Ingénieurs (PEI)
Le PEI, qu’il est possible d’intégrer post-bac via le concours Geipi Polytech, est un programme de découverte, sur deux ans, des domaines de l’ingénierie composant les spécialités de l’école. Véritable cycle préparatoire, il est issu de la licence Sciences pour l’Ingénieur de l’UBS, renforcée par l’ENSIBS, et donne accès de droit au cycle ingénieur.

### Cycle Ingénieur
L’école propose 6 spécialités d’ingénieur, toutes habilitées par la Commission des Titres d’Ingénieurs, et réparties sur les campus de Lorient et Vannes.

#### Campus de Lorient
Quatre spécialités sont enseignées sur le campus de Lorient :
- Énergies, Hydrogène, en apprentissage
- Génie Civil 4.0, en apprentissage
- Génie Industriel 4.0, sous statut étudiant et en apprentissage
- Mécatronique, sous statut étudiant et en apprentissage

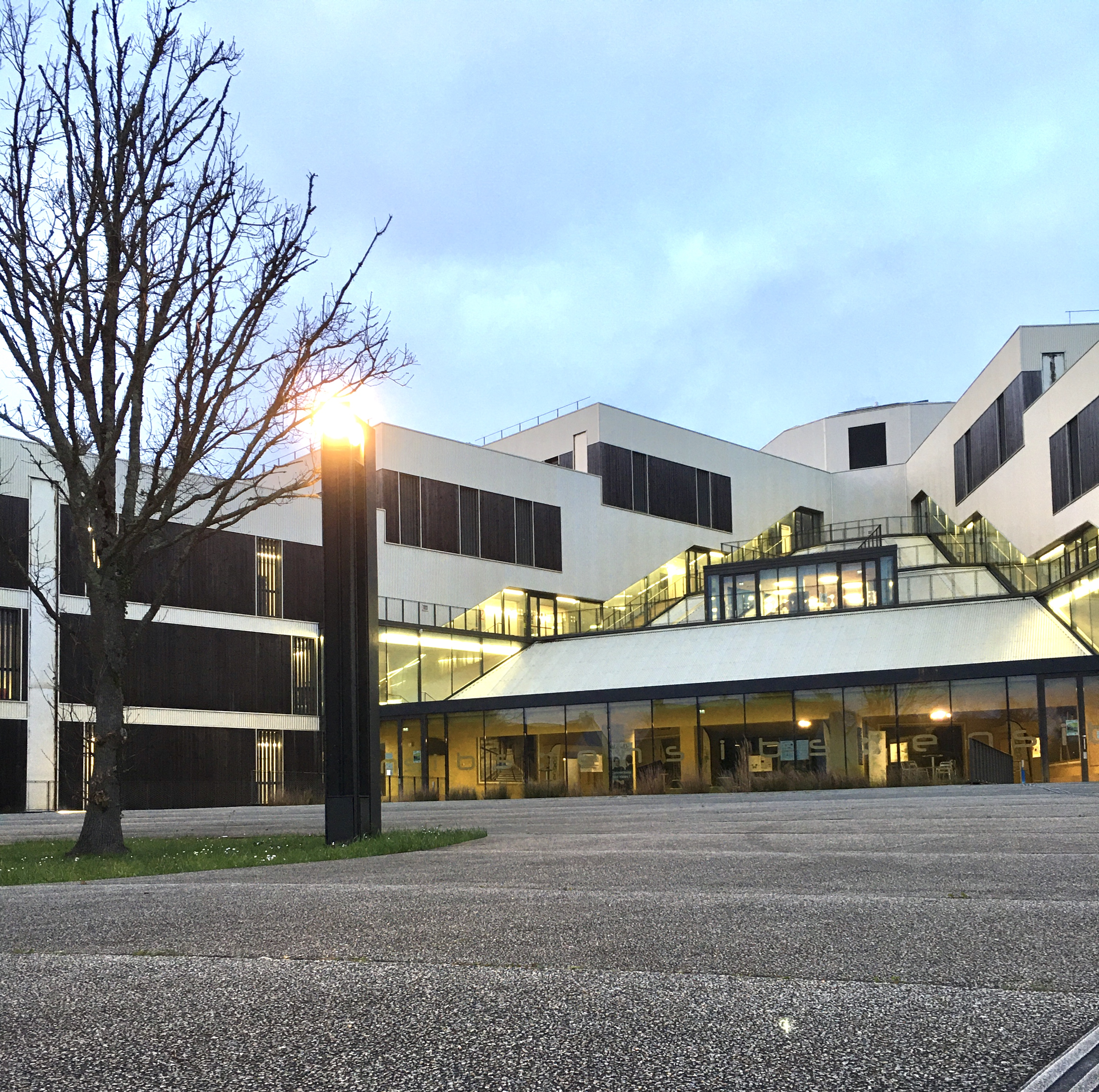
Campus de Lorient

#### Campus de Vannes
Trois spécialités sont enseignées sur le campus de Vannes : 
- Informatique et Cybersécurité, sous statut étudiant. Formation labellisée SecNumEdu par l'ANSSI[9].
- Cybersécurité du logiciel et science de la donnée, en apprentissage. Formation labellisée SecNumEdu par l'ANSSI[10]
- Cyberdéfense, en apprentissage. Formation labellisée SecNumEdu par l'ANSSI[9]

## Evolution du nombre d'étudiants élèves-ingénieurs à l'ENSIBS
Evolution du nombre d'étudiants, du taux de féminisation et du taux de croissance des effectifs annuel depuis 2019 (source : Commission des titres d'ingénieur)
|                           | 2023  | 2022  | 2021  | 2020  | 2019  |
| ------------------------- | ----- | ----- | ----- | ----- | ----- |
| Total                     | 868   | 773   | 613   | 507   | 403   |
| Hommes                    |       | 654   | 524   | 437   | 354   |
| Femmes                    |       | 119   | 89    | 70    | 49    |
| Taux de féminisation      |       | 15,4% | 14,5% | 13,8% | 12,2% |
| Taux de croissance annuel | 12,2% | 26,1% | 20,9% | 25,8% |       |

## Evolution du nombre d'ingénieurs diplômés par spécialité
Evolution du nombre de diplômés depuis 2019 (source : Commission des titres d'ingénieur)
| Spécialité / Année            | 2022 | 2021 | 2020 | 2019 |
| ----------------------------- | ---- | ---- | ---- | ---- |
| Génie Industriel              | 20   | 25   | 16   | 13   |
| Mécatronique                  | 33   | 24   | 15   | 15   |
| Informatique et Cybersécurité | 26   | 17   | 18   | 13   |
| Cyberdéfense                  | 66   | 55   | 49   | 27   |
| Total                         | 145  | 111  | 98   | 68   |

## Partenariats et relations entreprises
L'ENSIBS développe depuis plusieurs années divers partenariats et programmes de parrainage de ses étudiants, permettant à ses derniers de rapidement intégrer de grandes entreprises ou administrations françaises telles que : 
- Airbus (société)
- Thales
- Orange (entreprise)[16] et Orange Cyberdefense
- Naval Group
- Commissariat à l'énergie atomique et aux énergies alternatives
- Direction du renseignement et de la sécurité de la Défense et le Ministère des Armées
- Atos